# 敘利亞-瑪蘭卡禮天主教克德基聖愛弗冷教區
敘利亞-瑪蘭卡禮天主教克德基聖愛弗冷教區是一個東儀天主教教區。
代牧區於2015年3月26日成立，負責牧養印度中部（馬哈拉施特拉、果亞、安得拉、泰倫加納全部，以及卡納塔克和泰米爾納德的一部分）的敘利亞-瑪蘭卡禮教友，教座位於基爾凱埃。創立之時，宗座代牧區共有27個堂區和21位司鐸。
宗座代牧區於2019年11月23日升格為教區，現任教區主教為多默·安多尼·瓦利雅維拉伊爾。